# John Weidman
John Weidman (New York, 25 settembre 1946) è un librettista statunitense.
È noto soprattutto per la sua collaborazione con il compositore Stephen Sondheim, per cui ha scritto i libretti dei musical Pacific Overtures (1976), Assassins (1990) e Road Show (2008). Un altro sodalizio proficuo è stato quello con la coreografa e regista Susan Stroman, che ha messo in scena i musical Big (1996) e Contact (1999), entrambi su libretto di Weidman. È stato candidato tre volte al Tony Award al miglior libretto di un musical, per Pacific Overtures, Big e Contact.
Tra il 2005 e il 2007 ha scritto undici episodi di Sesamo apriti.